# Biafra
Pour les articles homonymes, voir Biafra (homonymie).
Cette page contient des caractères et des mots comme ị. En cas de problème, consultez l’article Alphabet pan-nigérian ou testez votre navigateur.
1967–1970
Entités précédentes :
- Nigeria

Entités suivantes :
- Nigeria

Le Biafra, en forme longue république du Biafra (en igbo : Bịafra ; en anglais : Republic of Biafra), est entre 1967 et 1970 un État sécessionniste d'Afrique de l'Ouest situé dans la partie sud-est du Nigeria, la plus riche en réserves de pétrole. Le nom Biafra vient du golfe du Biafra situé au sud, sur la côte atlantique, lui-même nommé d’après le nom — Biafara — de la capitale d'un État resté mystérieux mais localisé par les marins portugais au XVe siècle en retrait de la côte, entre l'ancien royaume du Bénin et le Loango.

## Géographie

Carte des territoires revendiqués par la république du Biafra.

La superficie revendiquée et contrôlée au début de la guerre du Biafra était celle de la région de l'Est (en) soit 76 364 km2.
La majorité du territoire est composée de plaines et du delta marécageux du Niger à l'ouest où le palmier à huile, l'hévéa et le cacaoyer étaient cultivés. Des gisements de pétrole avaient été trouvés dans la région. Des collines, début de la chaîne volcanique de la ligne du Cameroun, s'élèvent à la frontière est avec le Cameroun et le fleuve Niger marque la frontière ouest. Le Biafra s'ouvre au sud sur le golfe du Biafra de l'océan Atlantique.

## Histoire
Le Nigeria obtient du Royaume-Uni son indépendance en 1960 . Le pays est alors divisé en trois régions disposant d'une large autonomie.
En janvier 1966, un coup d'État fomenté par des groupes militaires installe au pouvoir le général Johnson Aguiyi-Ironsi, d'origine igbo. Plusieurs hauts dignitaires originaires du Nord, dont le Premier ministre Abubakar Tafawa Balewa et Ahmadu Bello, le sultan de Sokoto, sont assassinés. Dans les mois qui suivent, le fait que le coup d'État ait été dirigé par des Igbos et que le pouvoir soit entre leurs mains nourrit une haine grandissante contre cette ethnie, et les discours racistes se multiplient. Le général Ironsi propose d'abolir la régionalisation au profit d'un gouvernement unitaire, ce qui est interprété comme une volonté d'asseoir la domination igbo sur les autres ethnies nigérianes.
Le 29 juillet 1966, un second coup d'État se produit, mené cette fois-ci par des militaires du Nord du Nigeria. Il est violent : 240 militaires (dont le général Ironsi), pour la plupart igbos, sont assassinés, ainsi que des milliers de civils originaires du Sud. À la suite de cela, un homme du Nord, le colonel Yakubu Gowon, prend la tête du gouvernement militaire. S'opère alors une extermination des Igbos et des populations originaires du Sud vivant au Nord, de mai à septembre 1966. En représailles, des milliers de civils haoussas, idomas, tivs, et autres populations originaires du Nord sont assassinés par des Igbos à l'est, causant un exode massif. Les médias nationaux et internationaux ont une responsabilité dans le déferlement de violence : de fait, les élites du Nord créent de toutes pièces de fausses informations, exagérant les attaques menées contre les populations du Nord dans l'Est, pour les diffuser sur Radio Cotonou et par le biais du service Hausa de la BBC, dans le but d'exciter la haine. Selon la presse britannique, près de 30 000 Igbos auraient été exterminés en septembre 1966.
Ces exterminations, non reconnues par leurs auteurs, mènent à la guerre civile. Les Igbos décident de s'affranchir du pouvoir du régime fédéral détenu par deux autres ethnies majoritaires du Nigeria, déclenchant la guerre civile avec la déclaration d'indépendance de la république du Biafra par son chef Odumegwu Emeka Ojukwu le 30 mai 1967. Une raison de la sécession était que l'ethnie igbo, en majorité chrétienne et animiste souhaitait s'affranchir de la tutelle fédérale des Haoussas, en majorité musulmans. Cette guerre politique, religieuse et ethnique, très meurtrière, s'achève le 15 janvier 1970. 
La guerre du Biafra a été racontée de manière romancée par l'écrivaine Chimamanda Ngozi Adichie dans son second roman, L’Autre Moitié du soleil, paru en 2006.
Les frontières du nouvel État n’étaient pas originales : elles étaient celles de la région de l'Est (en) du Nigeria, une région administrative créée par les Britanniques en 1939. Certes, elles regroupaient des populations igbos mais aussi des populations non igbos comme les Ijaws dans le delta du Niger qui d'ailleurs aujourd'hui ne reconnaît plus la république du Biafra car selon les ijaws la république du Biafra serait celle des États Igbo et non celui de tous les États du sud-est du Nigeria. Tout comme pour le Katanga, le Somaliland, l'Érythrée ou le Soudan du Sud, les sécessionnistes ont revendiqué la création d'un État dans des frontières coloniales et non dans des frontières pré-coloniales.
La sécession ne remettait pas en cause les concessions déjà accordées à des compagnies pétrolières existantes concernant le sous-sol du Biafra. Toutefois, il a été suggéré (notamment dans des récits mettant en cause le rôle de la France en Afrique à partir des années 1960) que les belligérants étaient soutenus par des puissances européennes en fonction des avantages escomptés des exploitations pétrolieres.
Quatre pays africains (Tanzanie, Gabon, Côte d'Ivoire, Zambie) et Haïti reconnurent la jeune république du Biafra. La France l'aida de façon discrète par des envois d' armes et de mercenaires. Le Nigeria réagit en décrétant le blocus et en déclenchant la guerre, aidé par le Royaume-Uni, l'Union soviétique et les États-Unis. Les hostilités feront plus d'un million de morts, notamment de la famine. Au cours du blocus, au moins un avion de la Croix-Rouge a été abattu par le Nigeria, en violation des conventions internationales.
Selon Rony Brauman, « À l'automne 68 […] le gouvernement français mobilisait la Croix-Rouge et mettait en place, dans un même mouvement, un dispositif clandestin d'assistance militaire. Sous la direction d'un mercenaire américain, des pilotes français, rhodésiens, sud-africains et portugais, convoyaient des armements depuis le Portugal jusqu'au réduit biafrais via Sao Tomé où ils embarquaient équipes humanitaires, médicaments et vivres. La France et l'Afrique du Sud finançaient conjointement ce pont aérien. »
Le Biafra est réintégré dans le Nigeria le 15 janvier 1970.

## Population
Les habitants du Biafra sont majoritairement des Igbos (de langue igbo) qui formaient environ 70 % de la population du Biafra et 18 % de celle du Nigeria. L'écrivain Kurt Vonnegut les présente comme plus avancés dans l'éducation que les autres ethnies du pays (il mentionne le nombre d'Igbos effectuant des études supérieures internationales) et selon lui détestés du reste des Nigérians pour cette raison.
Les autres groupes ethniques importants sont les Ibibios, Ijaws, Ogojas, Ekois, Efiks…
La population est catholique, protestante, ou animiste.